# Romeins koninkrijk

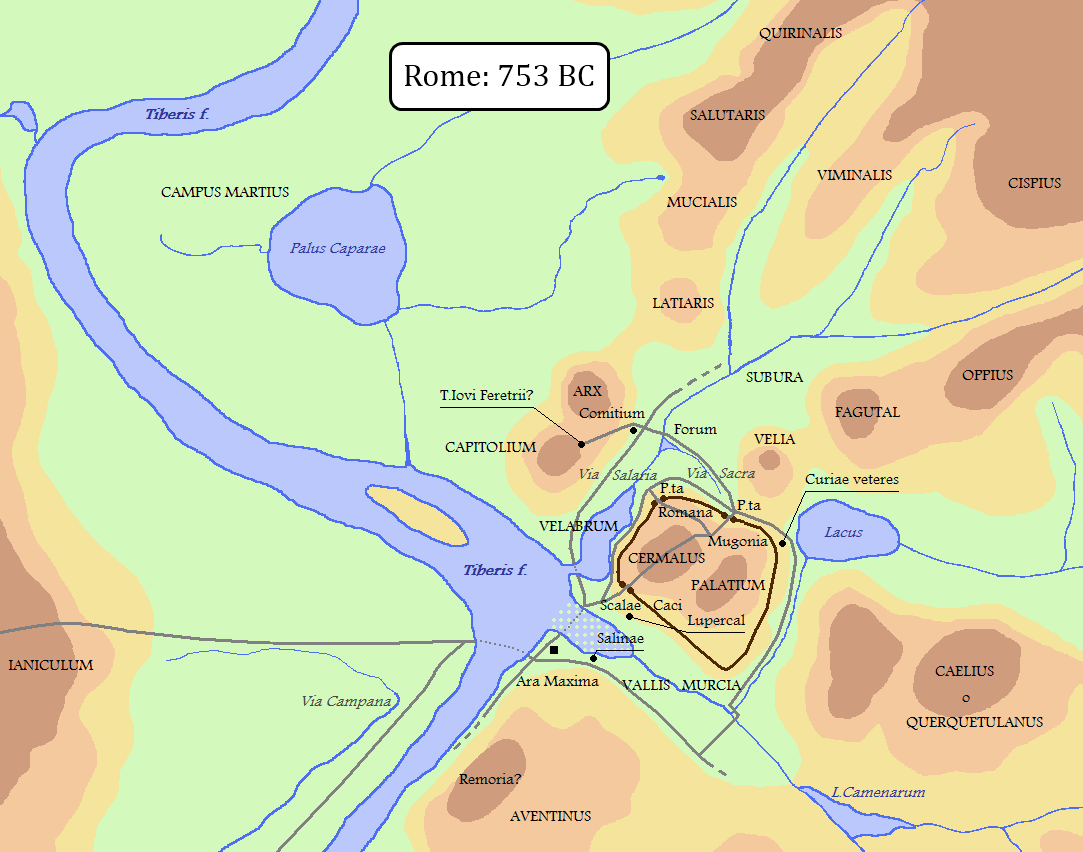
Rome ten tijde van de stichting van het Romeins Koninkrijk

Het Romeins koninkrijk (ca. 753-509 v.Chr.) was een kleine stadstaat rond de stad Rome, die kan worden gezien als een eerste voorloper van het Romeinse Rijk. 
In deze periode werden de Romeinen geregeerd door zeven koningen; de eerste vier waren afwisselend Sabijnse en Latijnse koningen, de laatste drie waren Etrusken. 
Aan het koninkrijk kwam in 509 v.Chr. een einde toen de edelman Lucius Iunius Brutus de laatste koning, Tarquinius Superbus, verjoeg. Hierop werd de Romeinse Republiek gesticht, die het Romeinse koninkrijk verving.

## Mythische geschiedenis
De overgeleverde kennis over het Romeinse Koninkrijk is zo goed als helemaal gebaseerd op legenden. Wat hierover opgeschreven is, is voornamelijk gebaseerd op verhalen die in de tijd daarvoor mondeling waren doorverteld (orale traditie). Zodoende is er over dit koninkrijk maar heel weinig met zekerheid bekend.
De geschiedschrijver Livius begon honderden jaren later, rond 29 v.Chr., met de geschiedschrijving van de tijd van de koningen. Hij schreef Ab urbe condita ("Vanaf de stichting van de stad"), dat uit 142 boeken bestond.

## Monarchie
De koningen, behalve Romulus die volgens legendes de stad stichtte, werden voor het leven gekozen door het volk van Rome. De Romeinse volksvergadering verleende hierbij het gezag dat imperium werd genoemd. De koning kreeg hierbij de bevoegdheid om eenzijdig edicten uit te vaardigen.
De eerste vier waren afwisselend Sabijnse en Latijnse koningen, de laatste drie waren Etrusken.

## Zeven Koningen

### Koning Romulus
De eerste koning van Rome was Romulus. Hij zou zijn stad hebben laten bevolken door bannelingen, die hij aangelokt had met de belofte van bescherming – ongeacht wat ze op hun kerfstok hadden.
Rome was daardoor bijna alleen bevolkt door mannen. Er was een tekort aan vrouwen. Romulus liet daarom wedstrijden en ruiterspelen aankondigen en nodigde buurvolkeren uit om te komen kijken. Tijdens de spelen stortten de Romeinen zich op de vrouwen en meisjes van de bezoekers, van wie de meesten behoorden tot de Sabijnen, waardoor deze gebeurtenis bekend werd als de Sabijnse maagdenroof.
De Sabijnse koning Titus Tatius zou hierop de stad hebben aangevallen en door verraad (van een vrouw Tarpeia) viel de Romeinse vesting op het Capitool in hun handen. De Romeinen werden teruggedrongen tot aan hun stadspoort aan de Palatijn.
Volgens de legende kwam de god Janus de Romeinen nu te hulp en stuurde een golf heet water op de Sabijnen af, die ook hun sterkste strijder, Mettius Curtius in het moeras vastzette. De strijd laaide weer op.
De Sabijnse vrouwen waren echter inmiddels van hun nieuwe echtgenoten gaan houden, kwamen tussenbeide en er werd vrede gesloten. Titus Tatius werd medekoning en veel Sabijnen vestigden zich op de Quirinaal.
Verder is over Romulus bekend dat hij een Raad der Ouden, de senex, samenstelde om hem te adviseren. Dat was het begin van de Romeinse Senaat.
In 715 v Chr. stierf Romulus; volgens de legende werd hij meegevoerd door een wervelstorm om Jupiter als de god Quirinus voor eeuwig bij te staan.

### Numa Pompilius
Volgens het vredesverdrag met de Sabijnen moest het koningschap afwisselend door een Sabijn en een Latijn worden bekleed. De Latijnen en Sabijnen kozen de Sabijn Numa Pompilius tot tweede koning van Rome. Hij regeerde van 715 tot 673 voor Chr.
Numa was een wijs en godvruchtig vorst. Hij nam een reeks wijze maatregelen die de vrede en de samenhorigheid bevorderden. Zo regelde hij de verering van de drie goden Jupiter, Mars en Quirinus (met wie Romulus werd vereenzelvigd ), de dienst van Vesta en van Fides (de god van de trouw) en de oprichting van gilden voor handwerkslieden. Ook stichtte hij de gemeenschappen van de Pontifices, priesters die de leiding kregen in godsdienstzaken, en van de Saliërs, de 12 'springende priesters' van de oorlogsgod Mars. Het priestergezelschap der Fetiales kreeg de verantwoordelijkheid over volkenrecht. Onder zijn bewind bleef de "Poort van Janus", die geopend werd in geval van oorlog, gesloten.
Numa overleed in 673 v.Chr.

### Tullus Hostilius
De derde koning van Rome was de Latijn Tullus Hostilius. Hij regeerde van 673 tot 641 voor Chr.
Tullus Hostilius was in tegenstelling tot Numa een oorlogszuchtige vorst. Hij zocht een aanleiding tot oorlog, zodat de Romeinen zich konden bewijzen. Toen mannen uit het rivaliserende Alba Longa Romeins vee stalen, besloot Tullus de stad aan te vallen.
Omdat de koning van Alba Longa net was overleden, werd de oorlog beslist door middel van een duel tussen twee drielingen: de Romeinse Horatii en de Curiatii uit Alba Longa.
Toen twee van de Romeinse Horatii waren gesneuveld, bleef één man overeind tegen de drie Curatiërs, die hij door een list in zijn eentje wist te verslaan. Zo kwamen de Horatii dus als winnaars uit de strijd en de Curiatii werden voortaan verplicht om de Romeinen te helpen als zij oorlog voerden.
De bestuurders van Alba Longa kwamen later hun verplichtingen echter niet na, wat leidde tot de verwoesting van hun stad. Daarop moesten de voornaamste families verhuizen naar de Caelijnse heuvel.
Tullus Hostilius bouwde de Curia Hostilia, de vergaderplaats van de Senaat.
Door zijn overwinningen werd Tullus arrogant en begon hij de eredienst van Numa te verwaarlozen. De goden stuurden in 641 v.Chr. een pestepidemie naar Rome waardoor ook de koning werd getroffen. In zijn wanhoop bad hij tot Jupiter. Jupiter was echter zo verbolgen dat hij in 641 v.Chr Tullus met een bliksemschicht doodde.

### Ancus Marcius
De vierde koning van Rome was de Sabijn Ancus Marcius. Hij regeerde van 642 tot 617 voor Chr.
Hij herstelde meteen de eredienst van Numa. Hij was ook een erg vredelievende vorst. De Latijnen, die in de omringende heuvels woonden, begonnen de weilanden van de Romeinen te plunderen. Ancus Marcius liet zien uit welk hout de Romeinen waren gesneden en versloeg de Latijnen. De krijgsgevangenen werden op de Aventijnse heuvel gehuisvest.
Ancus lijfde ook de Janiculijnse heuvel, die niet tot 'de zeven heuvelen' behoort, bij de stad in om de Tiber beter te kunnen beheersen. Hij stichtte tevens een bescheiden haven op de plek die later zou uitgroeien tot Ostia.
Ancus Marcius zou een natuurlijke dood gestorven zijn.

### Tarquinius Priscus
Lucius Tarquinius Priscus was de vijfde koning van Rome. Hij regeerde van 616 tot 579 voor Chr. Hij was de eerste van drie Estruskische koningen.
Tijdens het koningschap van Ancus Marcius werden de Etrusken, die een hogere beschaving hadden dan de Romeinen, invloedrijk. Omdat de zonen van Ancus te jong waren, toen hij in 617 v.Chr. stierf, werd Ancus’ Etruskische adviseur Lucius Tarquinius Priscus koning.
Tarquinius Priscus was verantwoordelijk voor grote bouwprojecten zoals het Circus Maximus, waar wagenrennen werden gehouden, de Cloaca Maxima, ’s werelds eerste riool, en het Forum Romanum, het bestuurlijke centrum van de stad. Het forum voorzag de nederzettingen van Rome van één centrum, waardoor Rome echt een stad werd.
In het koninklijke paleis woonde een slavenzoon, Servius Tullius. Toen hij ’s nachts lag te slapen werd zijn hoofd omgeven met vlammen en Tanaquil, de koningin, legde dit uit als een voorteken dat hij voorbestemd was voor iets groots. Het koninklijk paar adopteerde de jonge Servius en maakte hem tot troonopvolger boven Tarquinius’ eigen zonen.
Volgens de legende stierf Tarquinius Priscus in 579 voor Chr. De zonen van zijn voorganger, Ancus Marcius, geloofden dat zij recht hadden op de troon. Ze regelden een aanslag op de koning, waarbij deze stierf aan een hoofdwond.

### Servius Tullius
Toen Tarquinius in 579 v Chr. door Ancus Marcius’ zonen werd vermoord, plaatste de machtige koningin Tanaquil aangenomen zoon Servius Tullius op de troon. Koning Servius Tullius was de zesde koning van Rome. Hij was een Etrusk en regeerde van 579 tot 534 voor Chr.
Servius was een goede koning en hij hervormde het bestuur (zie verder). Ook bouwde hij de Serviaanse muur als eerste stadsmuur rond Rome en stelde hiermee de pomerium in.
Zo werd Rome verdeeld in 36 tribus (6 voor de stad Rome en 26 voor de ommelanden) en de plebs kregen voor het eerst politieke rechten omdat de burgers werden ingedeeld in 193 centuriae, naar vermogen en niet naar afkomst. Er werd een volksvergadering opgericht waarin gestemd werd per centuria. De rijkste burgers hadden de meerderheid met 98 centuriae, die ook de meerderheid van de troepen moesten leveren (op timocratische basis dus).
Om de zoons van zijn voorganger Tarquinius niet van zich te vervreemden, huwelijkte Servius twee dochters (beide Tullia geheten) aan de zonen van Tarquinius uit.
De jongste dochter was eerzuchtig en trouwde met de goedaardige Arruns. De oudste was goedaardig en trouwde met de eerzuchtige Lucius, later Lucius Tarquinius Superbus.
Tullia de jongere en Lucius (de man van haar zus Tulius de oudere) werden verliefd. Ze lieten Tullia de oudere en Arruns vermoorden en maakten koning Servius zo zwart in de Senaat dat hij werd gelyncht door de Romeinse bevolking. Om zeker te zijn van zijn dood reed Tullia de jongste 2 keer over haar vader. Zo stierf de zesde koning van Rome in 534 voor Chr.

### Tarquinius Superbus
Zo kwam de Etrusk Lucius Tarquinius Superbus aan de macht. Hij was de zevende en laatste koning van Rome en regeerde van 534 tot 509 voor Chr.
Aangezien hij de Senaat zuiverde van Servius’ medestanders, werd hij snel gehaat. Toen zijn zoon Sextus Tarquinius Superbus de vrome vrouw Lucretia verkrachtte, zwoer haar verwant Lucius Junius Brutus wraak. Die mobiliseerde de bevolking tegen de koning toen die op veldtocht was. Toen de koning terugkeerde om de opstand in de kiem te smoren, sloot de bevolking de poorten en zo werd de koning uit de stad verdreven (509 v.Chr.).
Het lukte Tarquinius niet meer de macht terug te grijpen. Hij zou zijn teruggekomen met het leger van een andere Etruskische koning, de beroemde Lars Porsenna. Hierop verdedigde Horatius de brug over de Tiber, terwijl de Romeinen de brug achter hem vernielden. Hierin slaagden de Romeinen. De Etrusken konden de stad niet innemen en moesten een beleg opslaan.
Toen de honger in Rome toenam, besloot Gaius Mucius, dapper als hij was, het Etruskische kamp binnen te sluipen en Porsenna te vermoorden. Het lukte hem in de tent van de koning te komen, maar per vergissing doodde hij de secretaris van de koning. Hij werd daarop gevangengenomen en de koning bedreigde hem met vuur en folteringen. Maar Mucius stak zijn rechterhand in het vuur om de koning te laten zien dat hij daar niet bang voor was. De koning vond dat deze straf zwaar was, aangezien hij zijn opdracht niet goed voltooid had en liet hem gaan. Uit angst voor de dapperheid van de Romeinen brak hij zijn kamp op. Mucius werd voortaan door de Romeinen Scaevola genoemd, wat de Linkse betekent.

## Van koninkrijk naar republiek
De uitdrijving van koning Tarquinius vormde het einde van het Romeins Koninkrijk. De volgende fase was de Romeinse Republiek.